# WinRAR
WinRAR is een shareware-archiveringsprogramma voor Windows. Via algoritmen worden gecomprimeerde archieven gemaakt. De bestandsgroottes van deze archieven zijn vaak aanzienlijk kleiner dan de originele bestanden.

## Functies en beschrijving
WinRAR ondersteunt de bestandsformaten RAR, 7Z, ARJ, BZ2, CAB, GZ, ISO, JAR, LZ, LZH, TAR, UUE, XZ, Z, ZST, 001 en diverse ZIPX-types.
Het ACE-bestandsformaat werd ook ondersteund tot versie 5.70, maar is komen te vervallen door een kwetsbaarheid die gevonden werd door Nadav Grossman van Check Point Software Technologies. Door deze kwetsbaarheid kon een ACE-archief schrijven in willekeurige mappen buiten de doelmap. De externe bibliotheek die gebruikt werd om ACE-archieven uit te pakken was sinds 2005 al niet meer bijgewerkt.
RAR slaat op het gebruikte compressieformaat. De afkorting staat voor Roshal ArchiveR. Een ander bekend compressieformaat is ZIP. De programma's WinRAR en WinZip zijn ontstaan doordat er om deze originele compressieprogramma's heen een Windows-gebruikersomgeving werd geschreven.
De commandline-tool was als freeware beschikbaar voor Windows, net als Pocket RAR voor het pocket-pc-platform.
De jongste telgen aan de RAR-boom zijn WinRAR voor het U3-systeem en WinRAR unplugged.
Sedert versie 3.90 is naast een 32 bitversie ook een 64 bitversie beschikbaar. Vanaf versie 4.00 is minimaal Windows 2000 vereist en bestaat Pocket RAR niet meer. Ook U3-RAR wordt niet meer ondersteund.
Er is ook een versie voor Android beschikbaar onder de naam RAR.
Vanaf versie 7.10 (bèta) wordt enkel nog de 64 bits-versie aangeboden. De 32 bit-versie wordt niet langer verder ontwikkeld. Voor WinRAR en zelfuitpakkende WinRAR-modules is Windows 7 x64 of hoger vereist.